# John E. McDougall
John Edmund McDougall (* 24. Februar 1860 auf Prince Edward Island, Kanada; † 13. April 1932 in South Dakota) war ein US-amerikanischer Politiker. Zwischen 1905 und 1907 war er Vizegouverneur des Bundesstaates South Dakota.

## Werdegang
John McDougall besuchte die öffentlichen Schulen seiner Heimat und absolvierte eine Lehre als Zimmermann. Zwischenzeitlich lebte er in den Staaten Maine und Massachusetts. Im Jahr 1880 zog er nach Minneapolis, wo er in seinem erlernten Beruf arbeitete. Später zog er nach Britton in South Dakota. Dort war er zunächst in verschiedenen Bereichen tätig. Hauptsächlich wurde er Viehzüchter. Teilweise wird er in den Quellen auch als Rechtsanwalt ausgewiesen. Politisch schloss er sich der Republikanischen Partei an. In den Jahren 1901 und 1902 saß er als Abgeordneter im Repräsentantenhaus von South Dakota; von 1903 bis 1904 gehörte er dem Staatssenat an.
1904 wurde McDougall an der Seite von Samuel H. Elrod zum Vizegouverneur von South Dakota gewählt. Dieses Amt bekleidete er zwischen 1905 und 1907. Dabei war er Stellvertreter des Gouverneurs und Vorsitzender des Staatssenats. Nach seiner Zeit als Vizegouverneur ist er politisch nicht mehr in Erscheinung getreten. Er war unter anderem Mitglied der Freimaurer.